# It Snows in Hell
"It Snows in Hell" – piąty singel z albumu "The Arockalypse" fińskiego zespołu hardrockowego Lordi. Ballada ta została nagrana we współpracy z byłym gitarzystą KISS - Bruce'em Kulickiem.
Oprócz zwykłej wersji została też wydana specjalna edycja singla w tekturowym opakowaniu.

## Lista utworów
1. "It Snows in Hell" (Singlowa Wersja) – 3:49
2. "EviLove" – 3:58

## DVD
Ponieważ teledysk nie był umieszczony na singlu, został więc wydany na osobnej płycie DVD.

## Teledysk
Główną postacią w klipie jest młoda kobieta uciekająca przez las z listem do Mr. Lordiego. Kiedy zostaje schwytana przez łowców wiedźm, pojawia się Mr. Lordi, zabija jednego z łowców i ratuje dziewczynę.

## Twórcy
- Mr. Lordi – śpiew
- Amen – gitara elektryczna
- Kalma – gitara basowa
- Kita – instrumenty perkusyjne
- Awa – instrumenty klawiszowe
- Bruce Kulick – gitara prowadząca ("It Snows in Hell")